# Петар М. Тодоровић
Петар Тодоровић (Београд, 28. децембар 1872 — Београд, 1950) је био српски и југословенски официр, артиљеријски бригадни генерал Југословенске војске и отац генералштабног мајора Жарка Тодоровића Валтера.

## Биографија
Рођен је 28. децембра 1872. године у Београду, као син овчињанског трговца Милана и Јелене Баштовановић из Ритопека. Завршио је седам разреда гимназије и уписао се у 20. класу Ниже школе Војне академије 1889. године. У чин артиљеријског потпоручника је произведен 15. септембра 1892. године.
Између 1900. и 1901. године је био на школовању у Паризу и Ници, као и у Греноблу од 1907. до 1909. године. Током ових боравака је усавршио знање француског језика.
Од 1898. до 1902. године је био командир батерије у пољској, а потом до 1907. године у брдској артиљерији. Исте године је постао командант дивизиона.
У Првом балканском рату је био командант дивизиона брдског артиљеријског пука. У Другом балканском рату је био командант Трећег дивизиона брдског артиљеријског пука Дринске дивизије.
Први светски рат га је затекао на положају команданта брдског дивизиона Шумадијске дивизије II позива. Потом је заповедао артиљеријом Ужичке војске. Након Албанске голготе, председавао је комисијом за припрему војног логора на Халкидикију. По реорганизацији српске војске 1916. године, постављен је за команданта артиљерије Дринске дивизије.
У послератном периоду, именован је за команданта Вараждинског војног округа и команданта места у Вараждину. Потом је постављен за помоћника команданта Зетске дивизијске области и на том положају је остао до краја 1920. године, када прелази у Артиљеријско-техничко одељење Министарства војске и морнарице. До 1922. године је био помоћник команданта Јадранске дивизијске области. За команданта Босанске артиљеријске бригаде је одређен 6. марта 1923. године.
Пензионисан је 1929. године на месту начелника Артиљеријског одељења Прве армијске области.

## Напредовање у чиновима
- Потпоручник (15. септембар 1892)
- Капетан (22. фебруар 1900)
- Мајор (1907)
- Пуковник (1. октобар 1915)
- Бригадни генерал (21. октобар 1923)

## Породица
Тодоровић се оженио 1904. године са Милицом, кћерком пензионисаног судије Касационог суда Алексе Васића. Имали су три сина: Жарка, Бошка и Славка.
Најстарији син Жарко је такође био југословенски официр, а школовао се и у Француској, где му је професор био генерал Шарл де Гол. У Другом светском рату је био одређен од генерала Михаиловића за команданта Београда. Ухапсио га је Гестапо 1943. године и одвео у логор Матхаузен. Након рата је служио француску Легију странаца и радио при Генералштабу као пуковник до пензионисања.

## Одликовања

### Домаћа одликовања
- Медаља за војничке врлине
- Медаља за храброст
- Орден Карађорђеве звезде са мачевима IV реда
- Орден Белог орла са мачевима
- Орден Светог Саве III реда
- Орден Карађорђеве звезде IV реда

### Страна одликовања
- Орден Свете Ане са мачевима II степена (Руска империја)